# Белень-Роминь
Белень-Роминь, Белені-Ромині (рум. Băleni-Români) — село у повіті Димбовіца в Румунії. Адміністративний центр комуни Белень.
Село розташоване на відстані 55 км на північний захід від Бухареста, 19 км на південний схід від Тирговіште, 93 км на південь від Брашова.

## Населення
За даними перепису населення 2002 року у селі проживали 3698 осіб. Рідною мовою 3697 осіб (> 99,9%) назвали румунську.
Національний склад населення села:
| Національність | Кількість осіб | Відсоток |
| -------------- | -------------- | -------- |
| румуни         | 3640           | 98,4%    |
| цигани         | 45             | 1,2%     |
| болгари        | 11             | 0,3%     |